# 于讷河畔索
于讷河畔索（法語：Sceaux-sur-Huisne，法語發音：[so syʁ ɥin]）是法国萨尔特省的一个市镇，属于马梅尔斯区。

## 地理
于讷河畔索（48°6'17"N, 0°35'0"E）面积11.76 平方千米，位于法国卢瓦尔河地区大区萨尔特省，该省份为法国西北部内陆省份，北起顺时针与奥恩省、厄尔-卢瓦省、卢瓦-谢尔省、安德尔-卢瓦尔省、曼恩-卢瓦尔省和马耶讷省接壤，是法国大西部的入口，连接卢瓦尔河谷、布列塔尼和巴黎盆地。
与于讷河畔索接壤的市镇（或旧市镇、城区）包括：维莱讷拉戈奈、圣迈克桑、勒吕阿尔、迪诺、于讷河畔武夫赖。
于讷河畔索的时区为UTC+01:00、UTC+02:00（夏令时）。

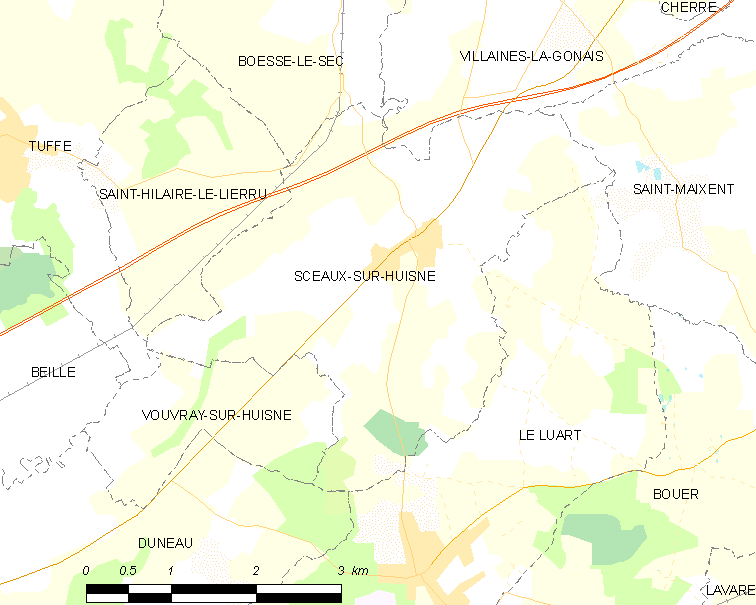
于讷河畔索的OSM定位图

## 行政
于讷河畔索的邮政编码为72160，INSEE市镇编码为72331。

## 政治
于讷河畔索所属的省级选区为贝尔纳堡县。

## 人口

1962-2008年间于讷河畔索人口变化图示

于讷河畔索于2022年1月1日时的人口数量为584人。